# Есильский сельский округ (Акмолинская область)
Еси́льский се́льский окру́г (каз. Есіл ауылдық округі) — административная единица в составе Астраханского района Акмолинской области Казахстана. 
Административный центр — село Зелёное. 

## География
Административно-территориальное образование расположено в центрально-южной части Астраханского района. В состав сельского округа входит 3 населённых пункта.
Площадь территории сельского округа составляет — 1 101,685 км². Из них земли сельскохозяйственного назначения — 945,686 км² (85,84 %), земли населённых пунктов — 62,169 км² (5,64 %), земли водного фонда — 19,69 (1,79 %), земли запаса — 74,140 км² (6,73 %).
Из земель сельскохозяйственного назначения: пашни — 866,119 км² (91,59 %), пастбищные земли — 78,053 км² (8,25 %), сенокосные угодья — 1,50 км² (0,16 %).
По природным условиям территория сельского округа характеризуется континентальностью. Она выражается суровостью зимы, в высоких летних температурах, больших годовых и суточных амплитудах температур воздуха и малым количеством осадков.
По почвенному покрову землепользование Есильского сельского округа относится к зоне каштановых почв. Однако, наряду с зональными темно-каштановыми почвами, имеются почвы интрозонального типа — луговые, лугово–болотные и другие.
Граничит с землями административно-территориальных образований: Астраханский сельский округ — на севере, Новочеркасский, Первомайский сельские округа — на востоке, Алакольский сельский округ, сёла Бауманское, Егиндыколь, Коржинколь Егиндыкольского района — на юге, юго-западе, Узункольский сельский округ — на западе.
Гидрографическая сеть представлена главным образом рекой Ишим, — образующая северные границы сельского округа. В южной части — расположено северная часть озера Алаколь.
Через территорию сельского округа проходит автодорога Р-208 «Жантеке — Егиндыколь — Новочеркасское».

## История
В 1989 году существовал как — Есильский сельсовет (сёла Зелёное, Шиликты). 
В периоде 1991—1998 годов сельсовет был преобразован в сельский округ в соответствии с реформами административно-территориального устройства Республики Казахстан. 
Постановлением акимата Акмолинской области от 22 ноября 2019 года № А-11/568 и решением Акмолинского областного маслихата от 22 ноября 2019 года № 6С-39-10 «Об изменении административно-территориального устройства Астраханского района Акмолинской области» (зарегистрированное Департаментом юстиции Акмолинской области 29 ноября 2019 года № 7528): 
- Бесбидаикский сельский округ был упразднён и исключён из учётных данных;
- были изменены границы Есильского сельского округа, с включением в черту сельского округа села Степное и территорию упразднённого сельского округа общей площадью в 70 240 гектаров (702,40 км²).

В составе села Степное находится поселение села Бесбидаик, бывшего административного центра Бесбидаикского сельского округа, упразднённого согласно Постановлению акимата Акмолинской области от 14 декабря 2018 года № А-12/556 и решению Акмолинского областного маслихата от 14 декабря 2018 года № 6С-27-26 «О переводе в категорию иных поселений села Бесбидаик Бесбидаикского сельского округа Астраханского района Акмолинской области» – зарегистрированное Департаментом юстиции Акмолинской области 29 декабря 2018 года № 6996. 

## Население
| Численность населения | Численность населения | Численность населения |
| 1989                  | 1999                  | 2009                  |
| --------------------- | --------------------- | --------------------- |
| 1745                  | ↘1506                 | ↘1281                 |

## Состав
| № | Населённый пункт | Тип населённого пункта       | Население, 1989 | Население, 1999 | Население, 2009 |
| - | ---------------- | ---------------------------- | --------------- | --------------- | --------------- |
| 1 | Бесбидаик        | село, упразднено             | 868             | 541             | 303             |
| 2 | Зелёное          | село, административный центр | 1 471           | 1 225           | 1 065           |
| 3 | Степное          | село                         | 998             | 554             | 332             |
| 4 | Шиликты          | село                         | 274             | 281             | 216             |

## Экономика
Основные направления экономической деятельности на территории административно-территориального образования «Есильский сельский округ» — относятся к сельскому хозяйству:
- три основные юридические сельхозформирований округа: ТОО «Зеленое-1», ТОО «СХП Нива», ТОО «СХТ Шиликты» – ведущую деятельность в секторе животноводства;
- 28 крестьянских хозяйств, занимающийся помимо животноводства – растениеводством;
- 17 индивидуальных предпринимателей, – занимающихся в основном розничной торговлей.

На 1 января 2021 года в Есильском сельском округе насчитывается (личное подворье населения и поголовье ТОО, КХ) крупного рогатого скота 1 979 голов, мелкого рогатого скота 2 407 голов, 958 голов лошадей.
Поголовье в ТОО, крестьянских и фермерских хозяйствах сельского округа составляет: крупного рогатого скота 387 голов, мелкого рогатого скота 356 голов, 575 голов лошадей.
Площадь пастбищ ТОО, крестьянских и фермерских хозяйств составляет – 77,573 км². 
Для обеспечения сельскохозяйственных животных по сельскому округу имеется всего 116,913 км² пастбищных угодий. В черте населенных пунктов числится – 39,34 км² пастбищ.

## Социальная сфера
- КГУ «ООШ села Зелёное»;
- ГУ «Степновская основная школа»;
- ГУ «Шиликтинская основная школа».
- Медицинские пункты;
- Сельский клуб.

## Местное самоуправление
Аппарат акима Есильского сельского округа — село Зелёное, улица Молодёжная, 6/1.
- Аким сельского округа — Овчинников Евгений Александрович[1].